# Покутська височина
Поку́тська височина́ — височина в Україні, в межах Івано-Франківської області, в історико-географічній області Покуття (звідси й назва). 
Розташована між долинами Пруту і Черемошу. Характеризується радіальною будовою річкової мережі, яка розходиться на північ — до Дністра, на південь — до Пруту і на захід — до Бистриці. 
Абсолютні висоти коливаються від 250 до 500 і більше метрів. В орографічному відношенні територія різноманітна. Вона не має єдиного нахилу поверхні. 
Покутська височина знижується на північний схід і прорізується численними правими притоками Пруту — Черемошем, Рибницею, Пістинькою, Лючкою та багатьма іншими. 
Межа між хвилясто-рівнинним Івано-Франківським Передкарпаттям і
гірськими Карпатами порівняно чітко виражена 500-метровою ізогіпсою, що проходить через Надвірну — Яблунів — Косів — Кути. Покутська височина відмежована від Станиславівської улоговини річками: Ворона, Бистриця. 